# Бертье-Делагард, Лев Александрович
Лев (Людвиг) Александрович Бертье-Делагард (1810 — 18 ноября 1883, Севастополь, Таврическая губерния) — русский морской офицер. Служил на Черноморском флоте, контр-адмирал в отставке (1865). Отец Александра Львовича — известного исследователя Крыма. Брат Константин — также контр-адмирал в отставке.

## Биография
Родился в 1810 году. Произведён в гардемарины Черноморского флота (1825). Крейсировал на различных судах в Чёрном море (1825-1827). Участвовал в русско-турецкой войне 1828-1829 годов, был при взятии крепости Анапы и осаде Варны (1828). Произведён в мичманы (1829) со старшинством и назначением в Балтийский флот. Плавал по портам Финского залива (1830). Перешёл из Кронштадта на Мальту, в Константинополь, в Архипелаге и Средиземном море, перешёл  в Севастополь (1831-1833). На корабле «Императрица Мария» и фрегате «Энос» крейсеровал у абхазских берегов (1834-1837). Был награждён орденом Св. Станислава 4 степени (позднее 3-й).
Произведён в лейтенанты (1835). На кораблях «Чесма», «Императрица Мария» плавал с десантными войсками между Севастополем и Одессой (1838-1840). На корабле «Три Святителя» плавал в Черном море (1841-1843). Плавал у восточного берега Черного моря (1844-1847). Произведён в капитан-лейтенанты (1847). Плавал по Черноморским портам (1848). Командовал бригом «Тезей» и корветом «Пилад» у восточного берега Черного моря (1849-1852).  

### Крымская война
Командуя фрегатом «Сизополь» (1853) крейсировал там же и у Босфора. Участвовал при бомбардировке таможенного поста Св. Николая занятого турками. Командовал тем же фрегатом на Севастопольском рейде во время обороны Севастополя (1854). Награждён орденом Св. Анны 3 степени с бантом. 
Переведён в 35-й флотский экипаж, с назначением в Николаев. Произведён в капитаны II ранга (1856). Назначен командующим 43-го флотского экипажа (1959). Произведён в капитаны I ранга, с утверждением в должности. Зачислен по резервному флоту (1860). Уволен от службы с произведением в контр-адмиралы (1865).
Умер 18 ноября 1883 года в возрасте 73 лет от острого катара кишечного канала. Похоронен на Старом городском кладбище в Севастополе.

## Семья
- В звании лейтенанта 14 мая 1841 года — женился на дочери титулярного советника Ивана Демьяновича Колодеева — Вере (1826—1853)
- В возрасте 40 лет вторично венчался в Адмиралтейском соборе с дочерью французского подданного дворянина Антона Клоци — Марией (25 лет).
- Сын — Александр (1842, Севастополь — 14 февраля 1920, Ялта) — российский археолог, историк, нумизмат, инженер-генерал-майор[1][2].
- Дочь — Софья (1846, Николаев— после 1923). 1-й брак — Петр Евменович Белявский. 2-й брак — Иван Иванович Разумихин (1821—1867).
  - Внуки: Николай Белявский (1872—?), Мария Белявская (1874—?), Василий Белявский (1876—1898), Александр Разумихин (1848, Николаев—7.12.1920, Багреевка), полковник Российской армии, в 1919-1920 гг. служил в Белой армии, расстрелян во время Красного террора в Крыму.
    - Правнук — Лев Александрович Разумихин (1901—1941). Пропал без вести во время Великой Отечественной войны.
- Брат: Бертье-Делагард Константин Александрович (1814 – 18 нояб. 1886) - контр-адмирал (8 апр. 1873), полицмейстер г. Севастополя (1 янв. 1864 - 26 сент. 1866) и г. Одессы (26 сент. 1866 – 3 окт. 1868).

## Награды
- Орден Св. Станислава 4-й степени (1837).
- Орден Св. Станислава 3-й степени.
- Награждён орденом Св. Георгия 4-й степени (№ 8592; 26 ноября 1850).
- Орден Св. Анны 3-й степени с бантом (1854 ).[3]